# Lisa Keferloher
Lisa Keferloher (* 6. Oktober 1994) ist eine deutsche Volleyballspielerin.

## Karriere
Lisa Keferloher startete ihre Volleyballkarriere beim SV Haimhausen. Nach dem Wechsel zum SV Lohhof erreichte sie in der Saison 2007/08 mit der D-Jugend den dritten Platz bei den Deutschen Meisterschaften in Unterschleißheim. Ihr bis dahin größter Erfolg als Jugendliche gelang ihr in der Saison 2008/2009, als sie im hessischen Dieburg mit der U16 deutscher Meister wurde.
Außerdem wurde sie in den Kader der Nationalmannschaft U16 berufen. Im folgenden Jahr errang die Schülerin mit dem SVL die deutsche Vizemeisterschaft der U18.

In der Spielzeit 2009/2010 gehörte Lisa Keferloher gemeinsam mit der gleichaltrigen Yanina Weiland zur Zweitligamannschaft des SVL. Nach einigen Spielen, in denen sie eingewechselt wurde, hatte die Haimhausenerin ihren ersten Einsatz in der Anfangsformation beim letzten Heimspiel im Jahr 2009 gegen das SWE Volley-Team Erfurt als Zuspielerin. Keferloher stand in dieser Saison zusätzlich schon in zwei Spielen im Erstligakader des SV Lohhof. Im Spieljahr 2010/11 schlug die Schülerin weiter für die zweite Frauenmannschaft des SVL auf, die durch den Abstieg des Erstligateams in die Regionalliga zurückgestuft wurde. Anschließend errang Lisa Keferloher ihre zweite deutsche Jugendmeisterschaft, diesmal mit der U20 des Sportclubs aus dem Landkreis München.

2011/12 war die Zuspielerin zum ersten Mal fester Bestandteil der ersten Mannschaft des Vereins aus Unterschleißheim. Auch in der folgenden Spielzeit versorgte die Haimhausenerin gemeinsam mit Veronika Kettenbach die Angreiferinnen des SVL mit Pässen und trug so zur Vizemeisterschaft in der zweiten Liga Süd bei. Beide Sportlerinnen gehen auch in der Saison 2013/14 für den Verein aus dem Münchener Norden ans Netz.